# Environnement en Haïti
L'environnement en Haïti est l'environnement (ensemble des éléments - biotiques ou abiotiques - qui entourent un individu ou une espèce et dont certains contribuent directement à subvenir à ses besoins) du pays Haïti.
Avec une production importante de pétrole, ce pays exerce de lourdes pressions sur l'environnement, entraînant une aggravation de la pollution et une surexploitation des ressources naturelles.  À la flore .

## Impacts sur les milieux naturels

### Activités humaines

#### Transports

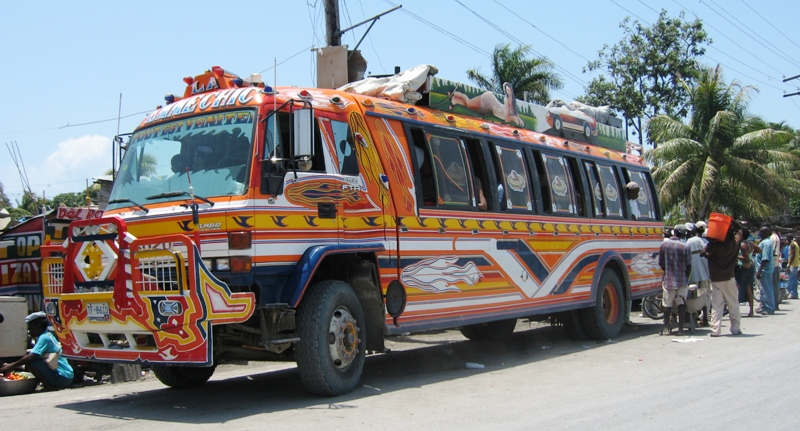
Le transport collectif tap-tap.

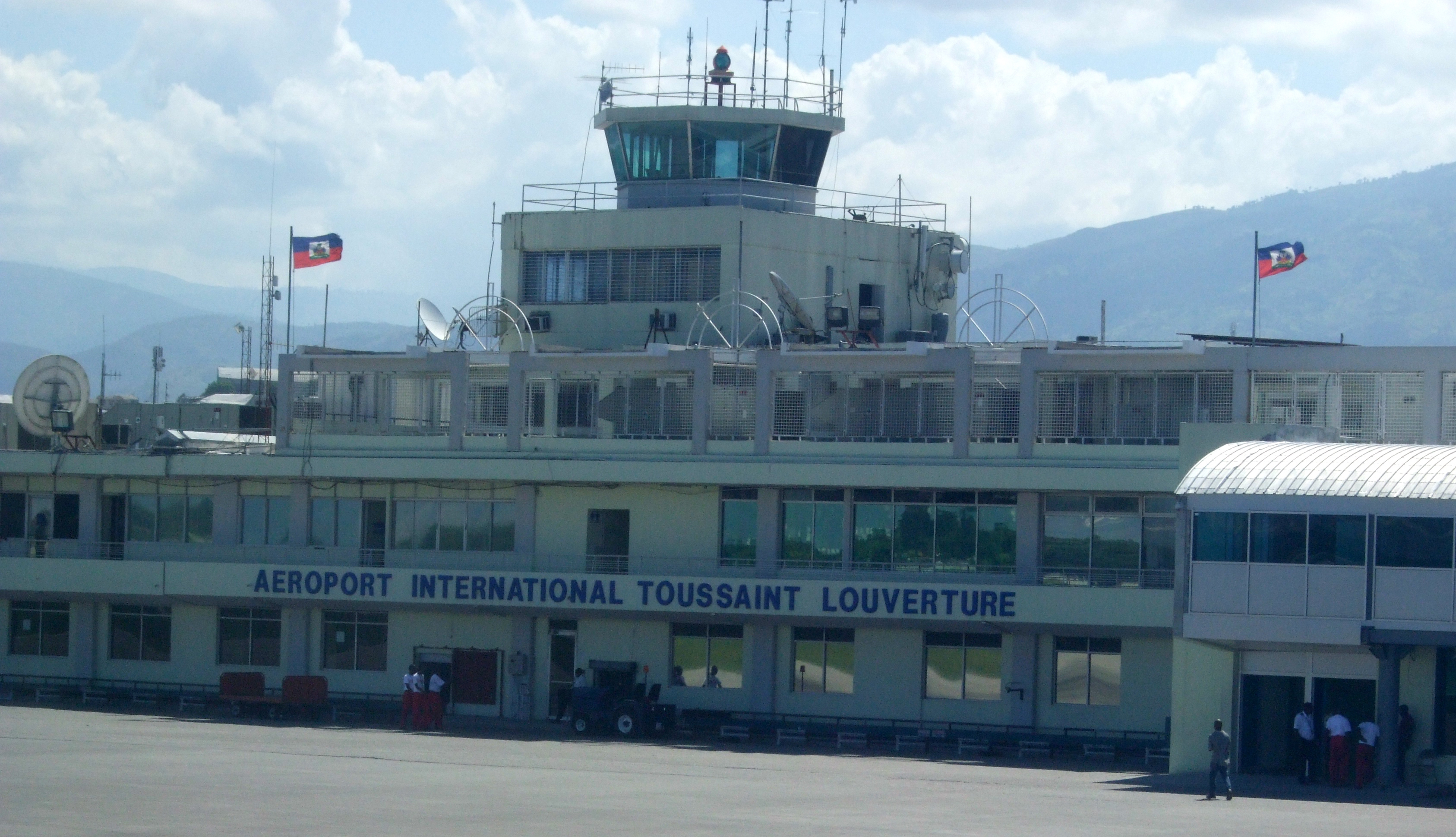
Aéroport Toussaint Louverture, à Port-au-Prince.

Le réseau routier compte 6 routes nationales et les transports urbains sont essentiellement assurés par des Tap-taps, nom donné aux taxis collectifs.
Les principaux ports de marchandises sont le port international de Port-au-Prince, le port de Saint-Marc et le port de Miragoane.
Enfin, le pays possède six aéroports principaux dont deux de niveau international.

## L'exposition aux risques

### Le risque sismique

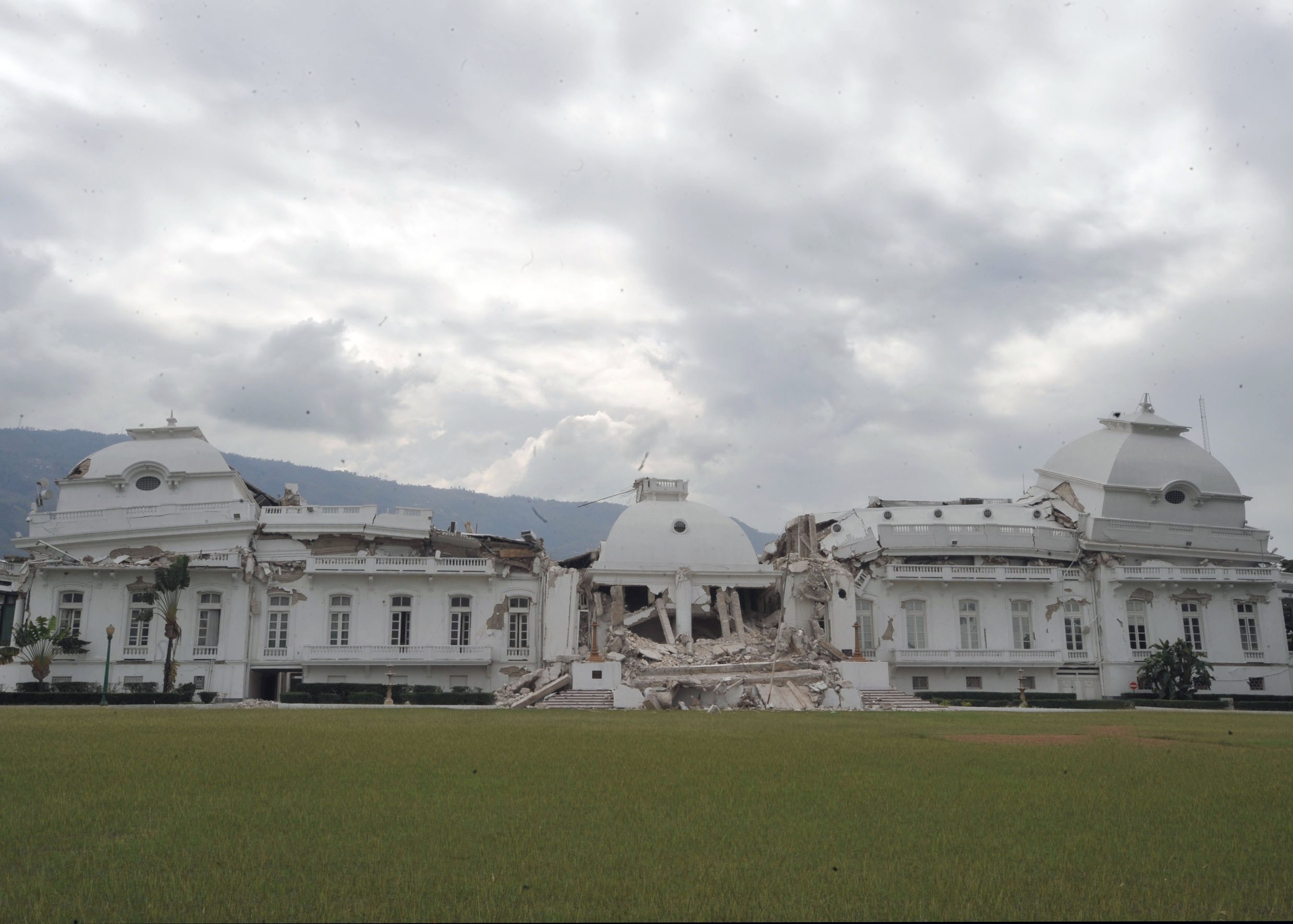
Le palais national détruit lors du séisme en 2010.

Les spécialistes ont identifié au moins dix séismes qui auraient atteint ou dépassé la magnitude 7 depuis le XVIe siècle, soit en moyenne un tous les 50 ans. Le dernier en date du 14 août 2021, d'une magnitude 7.2, a eu lieu à 13 km au sud-est de Petit-Trou de Nippes, département des Nippes. D'après la Direction de la protection civile son bilan provisoire serait de 1 941 morts et plus de 9 900 blessés, mais le plus meurtrier connu reste celui de 2010. Le bilan de ce cataclysme sismique s’élève, au 24 février 2010, à plus de 300 000 morts, 300 000 blessés et 1 000 000 sans-abris, ce qui en fait à ce jour le séisme le plus meurtrier du XXIe siècle. 